# Flávia Guedes
Flávia Leite Guedes (Jataí, 29 de maio de 1979), é uma atriz brasileira.

## Biografia
Nascida em Jataí, ainda pequena, Flávia Guedes mudou-se para Brasília onde começou a fazer teatro amador. Aos 17 anos, foi para o Rio de Janeiro estudar Artes Cênicas na CAL - Casa de Arte das Laranjeiras.
Formou-se e desde então vem atuando no cinema, no teatro e na televisão.

## Carreira

### Cinema
| Ano  | Título               | Papel                 |
| ---- | -------------------- | --------------------- |
| 2006 | Irma Vap - O Retorno | Assistente de direção |
| 2007 | Polaroides Urbanas   | Cremilda              |
| 2010 | Chico Xavier         | Geralda               |
| 2014 | Syndrome             | Natálie               |

### Televisão
| Ano  | Título                  | Papel                 | Notas                      |
| ---- | ----------------------- | --------------------- | -------------------------- |
| 2004 | Um Só Coração           | Gilda de Melo e Sousa |                            |
| 2005 | América                 | Berenice              |                            |
| 2007 | Dicas de Um Sedutor     |                       | 1 episódio                 |
| 2008 | Faça Sua História       |                       | (episódio A Rainha da Uva) |
| 2009 | Cama de Gato            | Gilvânia              |                            |
| 2010 | Araguaia                | Aspásia               |                            |
| 2012 | Salve Jorge             | Salete                |                            |
| 2016 | Sol Nascente            | Kika                  |                            |
| 2021 | Nos Tempos do Imperador | Madre Zoé             |                            |

### Teatro
| Título      |
| ----------- |
| As Malvadas |
| Sem Medida  |
| Surto       |